# Goito
Goito es un municipio italiano situado en la provincia de Mantua, en Lombardía. Tiene una población estimada, a fines de octubre de 2024, de 10 113 habitantes.

## Evolución demográfica
| Gráfica de evolución demográfica de Goito entre 1861 y 2024 |
|                                                             |
| Fuente: ISTAT - Elaboración gráfica de Wikipedia            |